# Källna kyrka
Källna kyrka är en kyrkobyggnad i Klippans kommun. Den är församlingskyrka i Östra Ljungby församling, Lunds stift.

## Kyrkobyggnaden
Omkring 1,5 kilometer söder om nuvarande kyrkplats, vid Rönne å, fanns en medeltida kyrka som bestod av långhus och ett förlängt, rakt avslutat kor i öster. Väggarna var kalkade och taket var täckt med järnplåt och kopparplåt. I väster fanns ett kyrktorn från 1824. I kyrkorummet fanns murade kryssvalv över de äldre delarna, och ett tunnvalv av trä över förlängningen mot öster. År 1870 revs kyrkan till grunden och inventarierna auktionerades ut. Dopfunten, två kyrkklockor, ett dopfat och ett skåp fördes över till den nya kyrkan. 
Nuvarande kyrka av rött tegel uppfördes åren 1870-1871 efter ritningar av arkitekt Ludvig Hedin. Invigningen genomfördes andra söndagen i advent 1871 av biskop Wilhelm Flensburg. En invändig restaurering genomfördes 1939 efter program av arkitekt Oscar Persson.
Kyrkan består av ett långsmalt långhus med en femsidig absid i öster och ett kvadratiskt kyrktorn i väster. Hela kyrktaket är täckt med kopparplåt.

## Inventarier
- Dopfunten av sandsten är från 1250-talet. Tillhörande dopfat av mässing är från 1600-talet.
- En tidigare altartavla är målad 1959 av Erik Lindholm och har motivet Jesu brödunder. Tavlan hänger nu på södra långhusväggen.
- På altaret står åter ett förgyllt klöverkors från 1873.
- Predikstolen med åttakantig korg är samtida med nuvarande kyrka. Vid 1939 års restaurering sänktes predikstolen och försågs med fem pannåer målade av Pär Siegård. Motiven är Jesus och de fyra evangelisterna.
- Två kyrkklockor finns. Storklockan är gjuten i Halmstad 1637 av Jens Jensen. Lillklockan är gjuten i Ystad 1938 efter det att den gamla lillklockan från 1400-talet spruckit.

### Orgel
- 1879 byggde Anders Victor Lundahl, Malmö en orgel med 4 stämmor.
- Den nuvarande orgeln byggdes 1961 av Frederiksborgs Orgelbyggeri, Hilleröd, Danmark och är en mekanisk orgel.

| Huvudverk I     | Bröstverk II  | Pedal         | Koppel |
| Gedakt 8'       | Spetsgamba 8' | Subbas 16'    | I/P    |
| Principal 4'    | Rörflöjt 4'   | Principal 8'  | II/P   |
| Waldflöjt 2'    | Principal 2'  | Kvintadena 4' | II/I   |
| Mixtur 2-3 chor | Sifflöjt 1'   |               |        |

## Bildgalleri

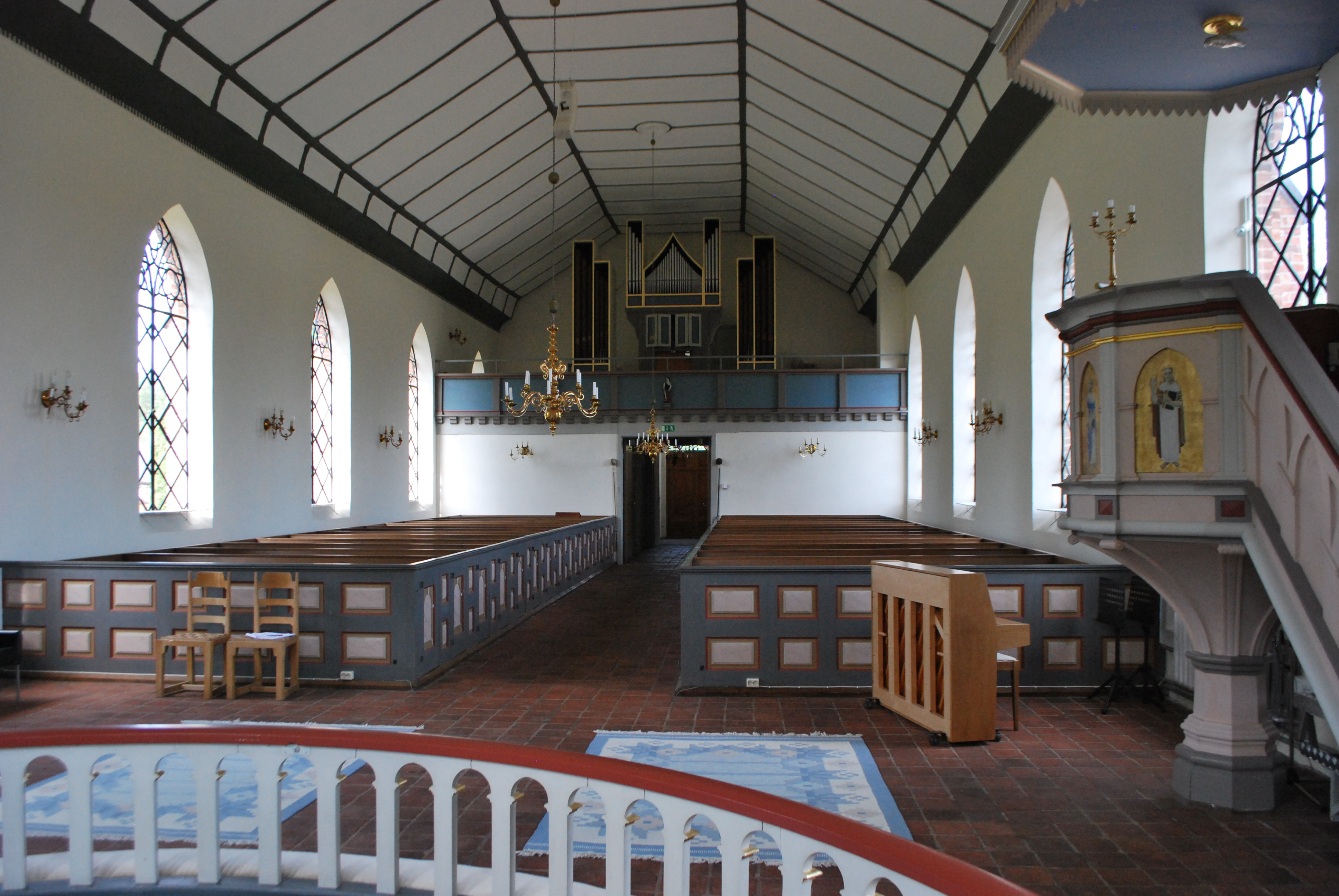
Kyrkorum mot orgelläktare
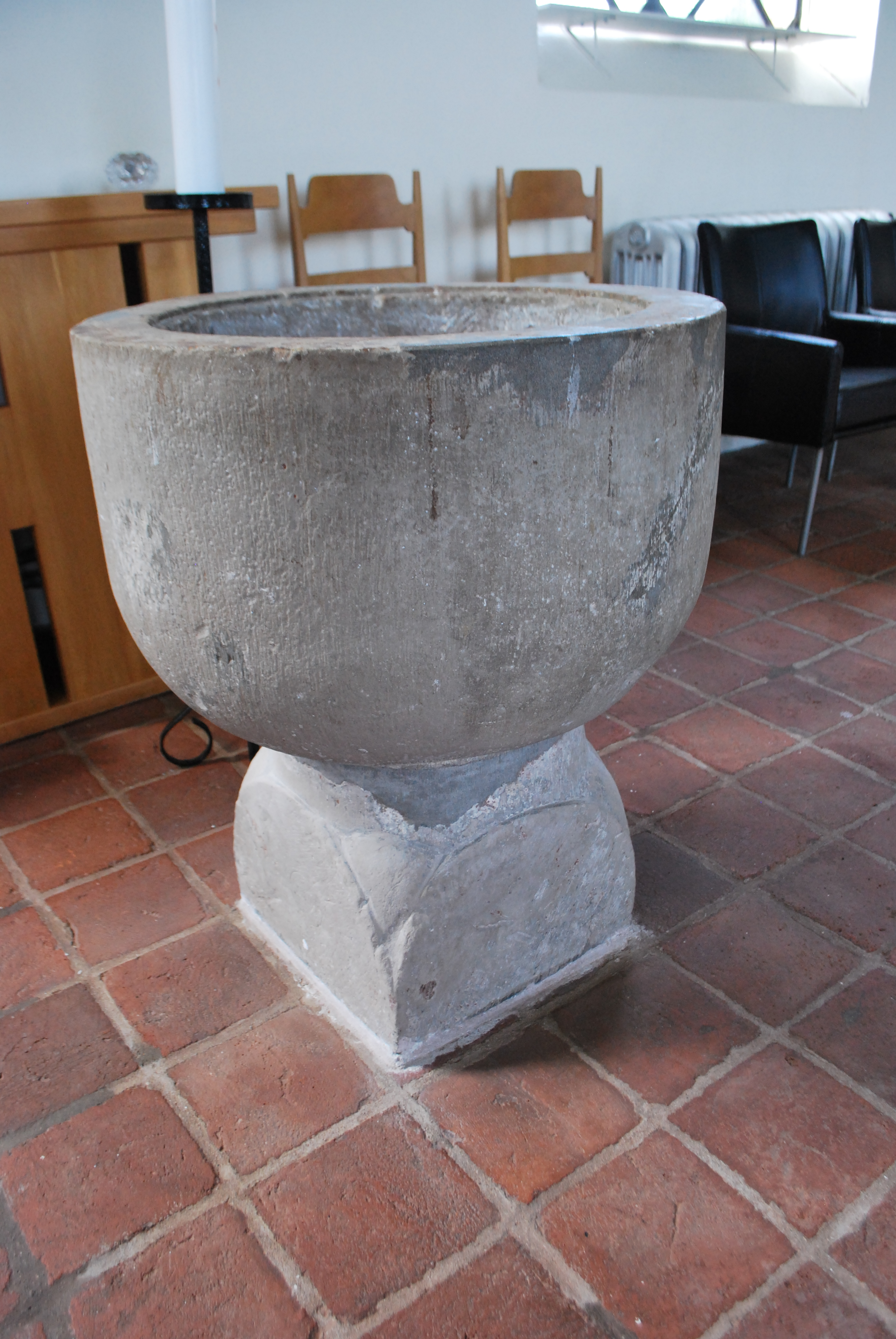
Dopfunt
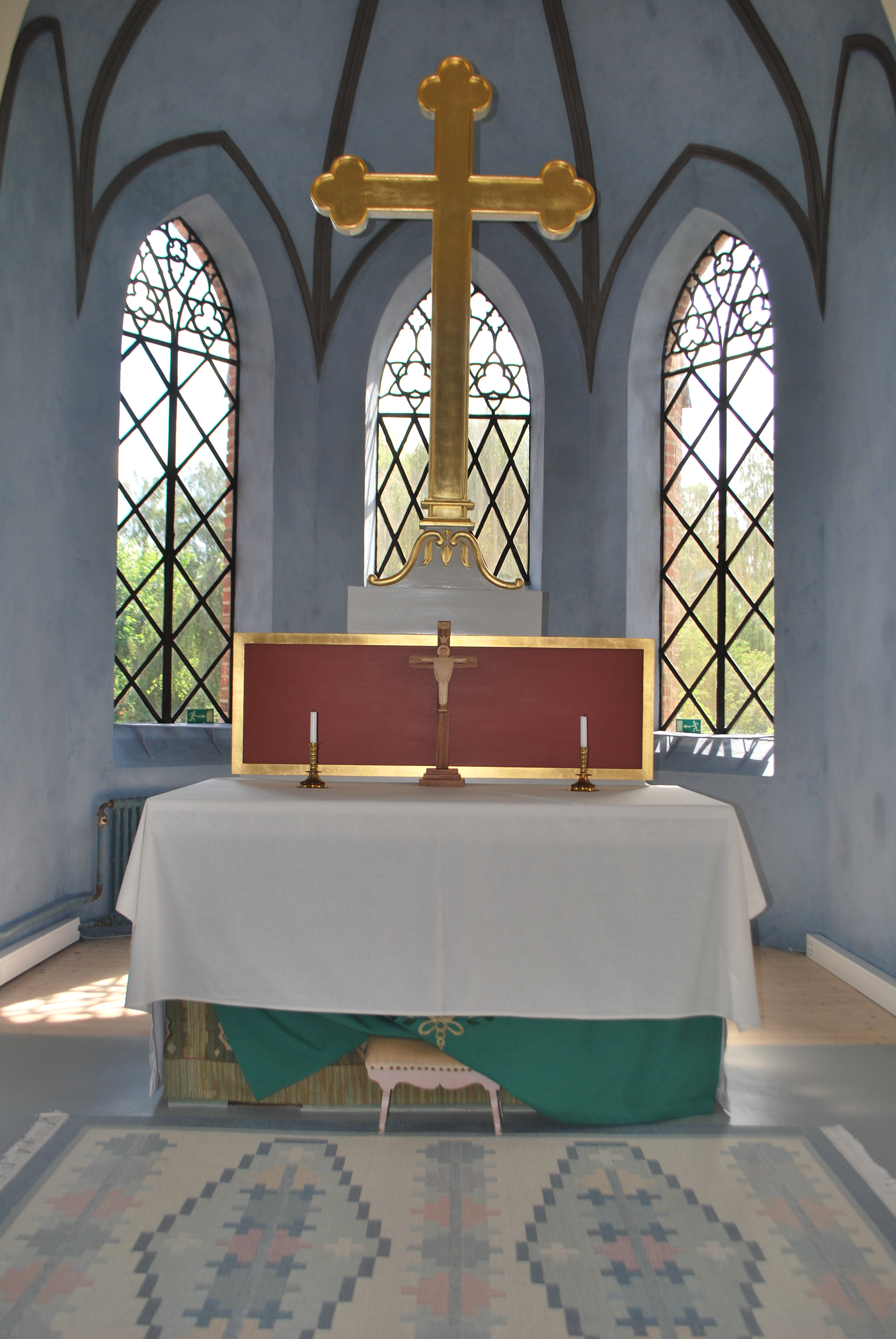
Altaruppsats
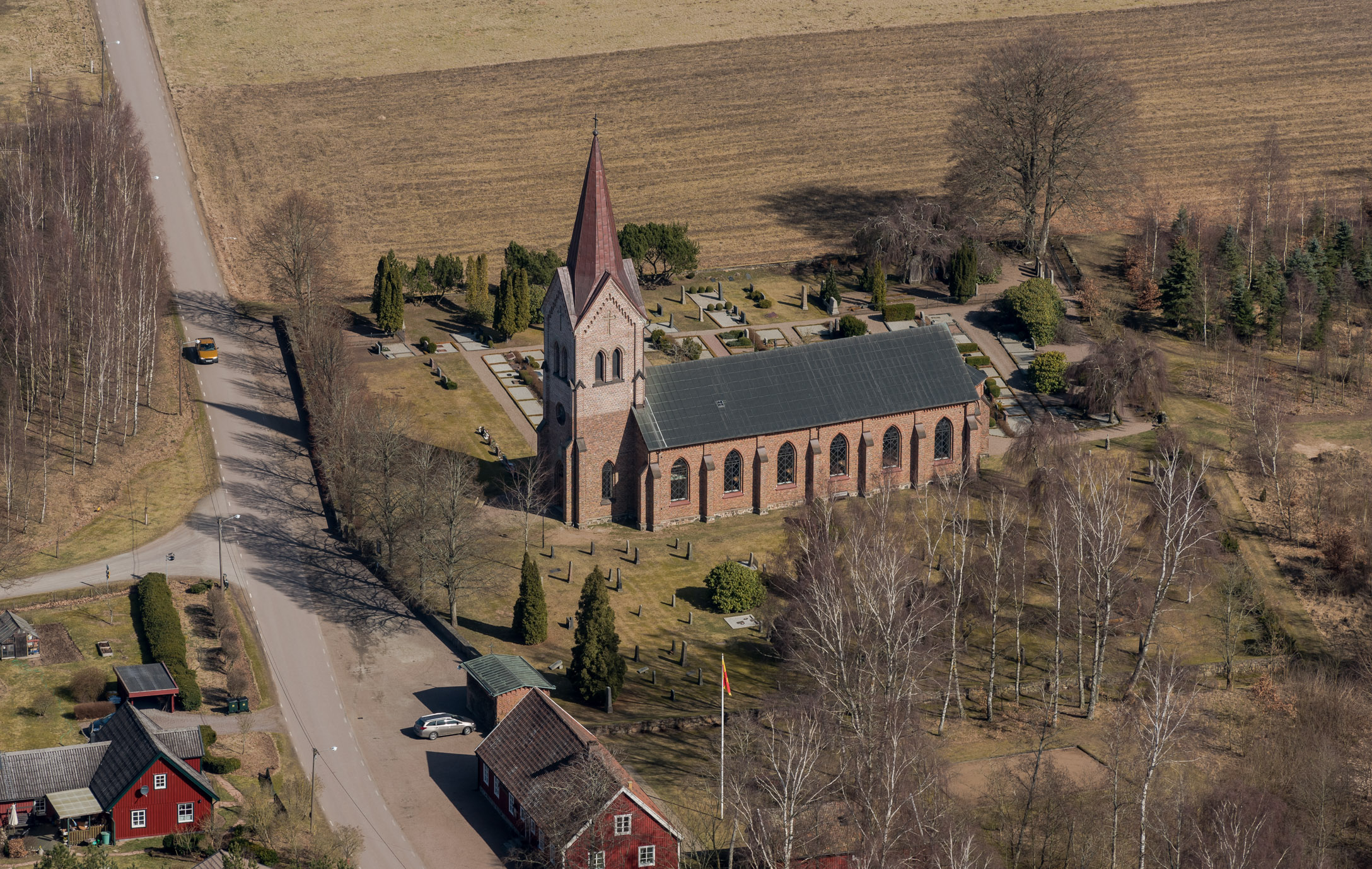
Flygvy
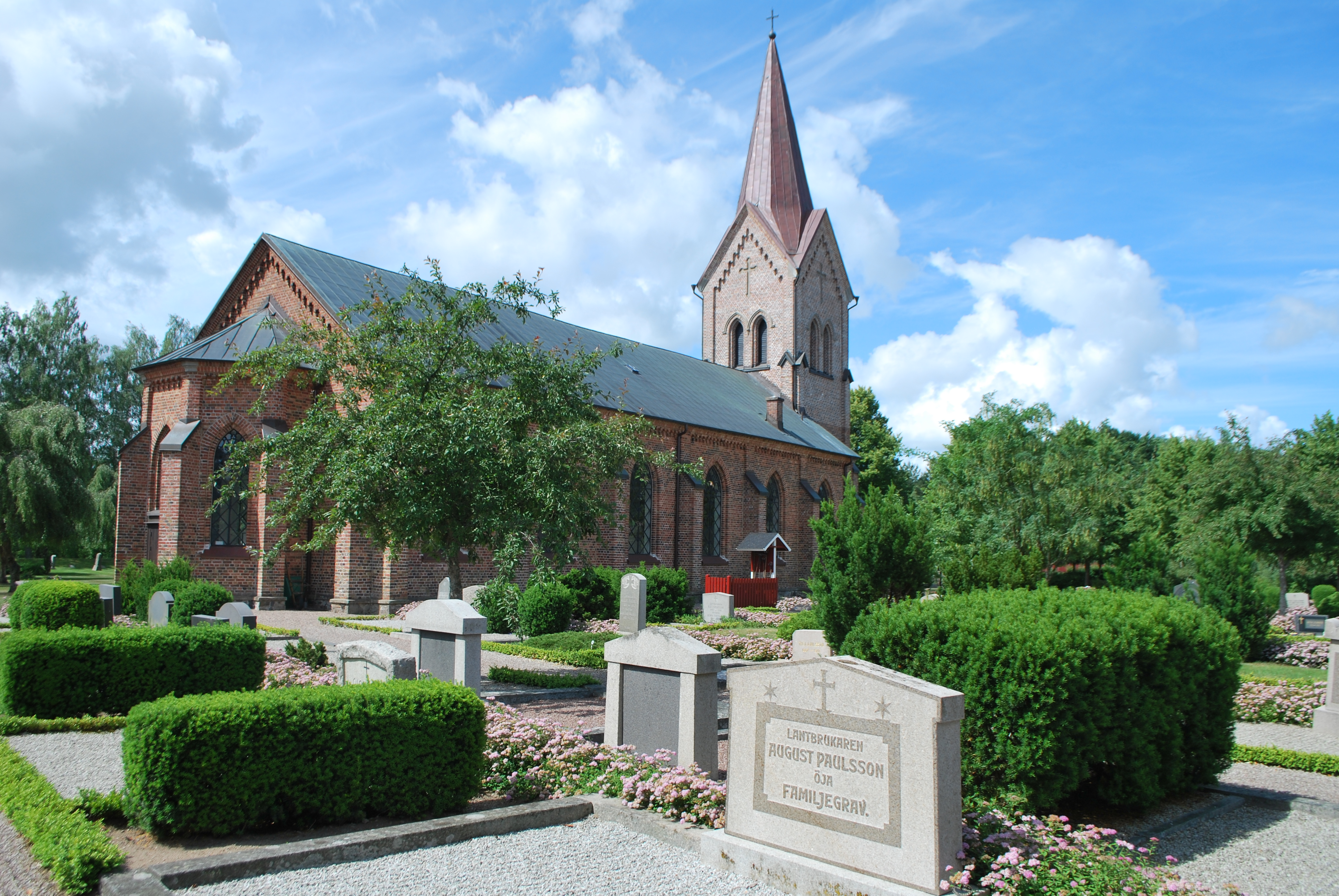
Vy från nordost

### Webbkällor
- byggnadspresentation
- kyrkoguiden.se
- Åsbo Släkt- och Folklivsforskare